# Leucas deodikarii
Leucas deodikarii là một loài thực vật có hoa trong họ Hoa môi. Loài này được Billmore & Hemadri mô tả khoa học đầu tiên năm 1970.